# Nicola Ciotti
Nicola Ciotti (* 5. října 1976, Rimini) je italský atlet, výškař.
V roce 2004 reprezentoval na letních olympijských hrách v Athénách, kde však neprošel sítem kvalifikace. O rok později skončil na mistrovství světa v Helsinkách společně s Jaroslavem Bábou ve finále na děleném pátém místě. Na mistrovství Evropy v Göteborgu 2006 obsadil šesté místo.
Jeho dvojče, bratr Giulio se rovněž věnuje skoku do výšky.